# K.I.Z/Diskografie
Diese Diskografie ist eine Übersicht über die musikalischen Werke der deutschen Rapgruppe K.I.Z. Den Schallplattenauszeichnungen zufolge hat sie bisher mehr als 2,4 Millionen Tonträger verkauft. Ihre erfolgreichste Veröffentlichung ist die Single Hurra die Welt geht unter mit über 600.000 verkauften Einheiten.

## Alben

### Studioalben
| Jahr | Titel Musiklabel                                                   | Höchstplatzierung, Gesamtwochen, AuszeichnungChartplatzierungen (Jahr, Titel, Musiklabel, Platzierungen, Wochen, Auszeichnungen, Anmerkungen) | Höchstplatzierung, Gesamtwochen, AuszeichnungChartplatzierungen (Jahr, Titel, Musiklabel, Platzierungen, Wochen, Auszeichnungen, Anmerkungen) | Höchstplatzierung, Gesamtwochen, AuszeichnungChartplatzierungen (Jahr, Titel, Musiklabel, Platzierungen, Wochen, Auszeichnungen, Anmerkungen) | Anmerkungen                                               |
| Jahr | Titel Musiklabel                                                   | DE | AT | CH | Anmerkungen                                               |
| ---- | ------------------------------------------------------------------ | --- | --- | --- | --------------------------------------------------------- |
| 2005 | Das RapDeutschlandKettensägenMassaker Royal Bunker (Groove Attack) | — | — | — | Erstveröffentlichung: 9. Mai 2005                         |
| 2007 | Hahnenkampf Royal Bunker (Groove Attack)                           | DE9 Gold · (8 Wo.)DE | AT47 (2 Wo.)AT | — | Erstveröffentlichung: 24. August 2007 Verkäufe: + 100.000 |
| 2009 | Sexismus gegen Rechts Royal Bunker / Vertigo Records (UMG)         | DE7 Gold · (8 Wo.)DE | AT32 (2 Wo.)AT | CH69 (1 Wo.)CH | Erstveröffentlichung: 10. Juli 2009 Verkäufe: + 100.000   |
| 2011 | Urlaub fürs Gehirn Vertigo Records (UMG)                           | DE4 Gold · (13 Wo.)DE | AT17 (2 Wo.)AT | CH19 (2 Wo.)CH | Erstveröffentlichung: 3. Juni 2011 Verkäufe: + 100.000    |
| 2015 | Hurra die Welt geht unter Vertigo Records (UMG)                    | DE1 ×3Dreifachgold · (65 Wo.)DE | AT4 (10 Wo.)AT | CH1 (10 Wo.)CH | Erstveröffentlichung: 10. Juli 2015 Verkäufe: + 300.000   |
| 2021 | Rap über Hass Vertigo Records / Capitol Records (UMG)              | DE1 Gold · (57 Wo.)DE | AT1 (10 Wo.)AT | CH4 (6 Wo.)CH | Erstveröffentlichung: 28. Mai 2021 Verkäufe: + 100.000    |
| 2024 | Görlitzer Park Eklat Tonträger (WMG)                               | DE1 (17 Wo.)DE | AT1 (7 Wo.)AT | CH4 (7 Wo.)CH | Erstveröffentlichung: 21. Juni 2024                       |

### Mixtapes
| Jahr | Titel Musiklabel                                                          | Höchstplatzierung, Gesamtwochen, AuszeichnungChartplatzierungen (Jahr, Titel, Musiklabel, Platzierungen, Wochen, Auszeichnungen, Anmerkungen) | Höchstplatzierung, Gesamtwochen, AuszeichnungChartplatzierungen (Jahr, Titel, Musiklabel, Platzierungen, Wochen, Auszeichnungen, Anmerkungen) | Höchstplatzierung, Gesamtwochen, AuszeichnungChartplatzierungen (Jahr, Titel, Musiklabel, Platzierungen, Wochen, Auszeichnungen, Anmerkungen) | Anmerkungen |
| Jahr | Titel Musiklabel                                                          | DE | AT | CH | Anmerkungen |
| ---- | ------------------------------------------------------------------------- | --- | --- | --- | --- |
| 2006 | Böhse Enkelz Royal Bunker (Groove Attack)                                 | — | — | — | Erstveröffentlichung: 17. Februar 2006 |
| 2013 | Ganz oben Beat The Rich! (Krasser Stoff)                                  | DE91 (1 Wo.)DE | — | — | Erstveröffentlichung: 9. Juli 2013 |
| 2015 | Früher waren die besser Vertigo Records (UMG)                             | — | — | — | Erstveröffentlichung: 10. Juli 2015 enthält Aufnahmen aus dem Zeitraum von 2000 bis 2004, Teil der Limited Special Edition von Hurra die Welt geht unter |
| 2020 | Und das Geheimnis der unbeglichenen Bordellrechnung Vertigo Records (UMG) | DE19 (8 Wo.)DE | AT37 (1 Wo.)AT | CH36 (1 Wo.)CH | Erstveröffentlichung: 4. Dezember 2020 |
| 2024 | Und der Anschlag auf die U8 Eklat Tonträger (WMG)                         | DE13 (4 Wo.)DE | AT36 (1 Wo.)AT | CH14 (2 Wo.)CH | Erstveröffentlichung: 21. Juni 2024 auch Teil des Bundles von Görlitzer Park                                                                             |

## Singles

### Als Leadmusiker
| Jahr | Titel Album                                                          | Höchstplatzierung, Gesamtwochen, AuszeichnungChartplatzierungen (Jahr, Titel, Album, Platzierungen, Wochen, Auszeichnungen, Anmerkungen) | Höchstplatzierung, Gesamtwochen, AuszeichnungChartplatzierungen (Jahr, Titel, Album, Platzierungen, Wochen, Auszeichnungen, Anmerkungen) | Höchstplatzierung, Gesamtwochen, AuszeichnungChartplatzierungen (Jahr, Titel, Album, Platzierungen, Wochen, Auszeichnungen, Anmerkungen) | Anmerkungen                                                               |
| Jahr | Titel Album                                                          | DE | AT | CH | Anmerkungen                                                               |
| --- | -------------------------------------------------------------------- | --- | --- | --- | ------------------------------------------------------------------------- |
| 2007 | Geld essen (Ausgestopfte Rapper) Hahnenkampf                         | DE60 (4 Wo.)DE | AT71 (1 Wo.)AT | — | Erstveröffentlichung: 24. August 2007                                     |
| 2007 | Spasst Hahnenkampf                                                   | DE94 (1 Wo.)DE | — | — | Erstveröffentlichung: 2. November 2007                                    |
| 2008 | Hölle Hahnenkampf (Re-Release)                                       | DE39 (8 Wo.)DE | — | — | Erstveröffentlichung: 6. Juni 2008 feat. Bela B.                          |
| 2009 | Das System (Die kleinen Dinge) Sexismus gegen Rechts                 | DE89 (1 Wo.)DE | — | — | Erstveröffentlichung: 18. September 2009 feat. Sido                       |
| 2011 | Urlaub fürs Gehirn                                                   | DE— PlatinDE | — | — | Erstveröffentlichung: 20. Mai 2011 Verkäufe: + 300.000                    |
| 2011 | Fremdgehen Urlaub fürs Gehirn                                        | — | — | — | Erstveröffentlichung: 12. August 2011                                     |
| 2011 | Abteilungsleiter der Liebe Urlaub fürs Gehirn                        | — | — | — | Erstveröffentlichung: 25. November 2011                                   |
| 2015 | Boom Boom Boom Hurra die Welt geht unter                             | DE33 Gold · (16 Wo.)DE | — | — | Erstveröffentlichung: 8. Mai 2015 Verkäufe: + 200.000                     |
| 2015 | Hurra die Welt geht unter                                            | DE31 ×3Dreifachgold · (26 Wo.)DE | — | — | Erstveröffentlichung: 3. Juli 2015 Verkäufe: + 600.000; feat. Henning May |
| 2017 | Glück gehabt –                                                       | — | — | — | Erstveröffentlichung: 24. Februar 2017 als Die Schwarzwälder Kirschtorten |
| 2020 | Berghainschlange Und das Geheimnis der unbeglichenen Bordellrechnung | DE71 (1 Wo.)DE | — | — | Erstveröffentlichung: 4. Dezember 2020                                    |
| 2021 | Rap über Hass                                                        | DE32 (2 Wo.)DE | — | — | Erstveröffentlichung: 15. Januar 2021                                     |
| 2021 | VIP in der Psychiatrie Rap über Hass                                 | DE48 (2 Wo.)DE | — | — | Erstveröffentlichung: 26. Februar 2021                                    |
| 2021 | Ich ficke euch (alle) Rap über Hass                                  | DE39 (2 Wo.)DE | — | — | Erstveröffentlichung: 30. April 2021                                      |
| 2021 | Mehr als nur ein Fan Rap über Hass                                   | DE78 (2 Wo.)DE | — | — | Erstveröffentlichung: 21. Mai 2021                                        |
| 2021 | Der Hunde Song –                                                     | — | — | — | Erstveröffentlichung: 4. Juni 2021                                        |
| 2021 | Danke Merkel –                                                       | DE— aDE | — | — | Erstveröffentlichung: 26. September 2021                                  |
| 2023 | Görlitzer Park                                                       | DE92 (1 Wo.)DE | — | — | Erstveröffentlichung: 22. September 2023                                  |
| 2024 | Frieden Görlitzer Park                                               | DE22 (2 Wo.)DE | — | — | Erstveröffentlichung: 12. Januar 2024                                     |
| 2024 | Applaus Görlitzer Park                                               | DE91 (1 Wo.)DE | — | — | Erstveröffentlichung: 29. März 2024                                       |
| 2024 | Sommer meines Lebens Görlitzer Park                                  | DE89 (1 Wo.)DE | — | — | Erstveröffentlichung: 8. Juni 2024                                        |
| 2024 | Berlin wird dich töten Görlitzer Park                                | DE— bDE | — | — | Erstveröffentlichung: 13. Juni 2024                                       |
| 2024 | Sensibel Görlitzer Park                                              | DE— cDE | — | — | Erstveröffentlichung: 14. Juni 2024                                       |
| Folgende Lieder erschienen nicht als Single, wurden aber durch das Album zum Download und Streaming bereitgestellt und konnten somit eine Platzierung erlangen: |                                                                      | | | |                                                                           |
| |                                                                      | | | |                                                                           |
| 2015 | Wir Hurra die Welt geht unter                                        | DE47 Gold · (6 Wo.)DE | — | — | Charteinstieg: 17. Juli 2015 Verkäufe: + 200.000                          |
| 2015 | Geld Hurra die Welt geht unter                                       | DE80 (1 Wo.)DE | — | — | Charteinstieg: 17. Juli 2015                                              |
| 2015 | Ariane Hurra die Welt geht unter                                     | DE90 (1 Wo.)DE | — | — | Charteinstieg: 17. Juli 2015                                              |
| 2015 | Glücklich und satt Hurra die Welt geht unter                         | DE93 (1 Wo.)DE | — | — | Charteinstieg: 17. Juli 2015                                              |
| 2015 | AMG Mercedes Hurra die Welt geht unter                               | DE96 (1 Wo.)DE | — | — | Charteinstieg: 17. Juli 2015                                              |
| 2021 | Kinderkram Rap über Hass                                             | DE52 (1 Wo.)DE | — | — | Charteinstieg: 4. Juni 2021                                               |

### Als Gastmusiker
| Jahr | Titel Album                                                       | Höchstplatzierung, Gesamtwochen, AuszeichnungChartplatzierungen (Jahr, Titel, Album, Platzierungen, Wochen, Auszeichnungen, Anmerkungen) | Höchstplatzierung, Gesamtwochen, AuszeichnungChartplatzierungen (Jahr, Titel, Album, Platzierungen, Wochen, Auszeichnungen, Anmerkungen) | Höchstplatzierung, Gesamtwochen, AuszeichnungChartplatzierungen (Jahr, Titel, Album, Platzierungen, Wochen, Auszeichnungen, Anmerkungen) | Anmerkungen                                                     |
| Jahr | Titel Album                                                       | DE | AT | CH | Anmerkungen                                                     |
| ---- | ----------------------------------------------------------------- | --- | --- | --- | --------------------------------------------------------------- |
| 2007 | Fieber Stadtaffe                                                  | — | — | — | Erstveröffentlichung: 5. Oktober 2007 Peter Fox feat. K.I.Z     |
| 2014 | Lass die Affen aus’m Zoo (Babos Remix) Russisch Roulette (Deluxe) | DE74 (2 Wo.)DE | — | — | Erstveröffentlichung: 14. November 2014 Haftbefehl feat. K.I.Z. |
| 2020 | Rossmann –                                                        | — | — | — | Erstveröffentlichung: 4. September 2020 Mehnersmoos feat. K.I.Z |

## Videoalben und Musikvideos

### Videoalben
- 2008: Hahnenkampf Live (Dokumentation der Tour Raus aus dem Körper – Rein in den Club von 2007)
- 2015: Splash 2014 (Live-Auftritt beim Splash!-Festival in Ferropolis von 2014 (nur in der Deluxe-Edition des Albums Hurra die Welt geht unter erhältlich))
- 2016: Hurra die Welt geht unter – Live aus der Wuhlheide Berlin

### Musikvideos
- 2005: Tanz
- 2006: Freiwild
- 2007: Ellenbogengesellschaft (Pogen)
- 2007: Geld essen (Ausgestopfte Rapper)
- 2007: Spasst
- 2008: Neuruppin
- 2008: Dein Leben ist gefickt (mit MC Bogy)
- 2008: Hölle (mit Bela B)
- 2009: Einritt
- 2009: Das System (Die kleinen Dinge) (mit Sido)
- 2010: Der Tanz (mit Sido)
- 2011: Urlaub fürs Gehirn
- 2011: Fremdgehen
- 2011: Abteilungsleiter der Liebe
- 2013: Ich bin Adolf Hitler
- 2013: Ein Affe und ein Pferd
- 2015: Das Kannibalenlied
- 2015: Boom Boom Boom
- 2015: Hurra die Welt geht unter (feat. Henning May)
- 2016: Verrückt nach dir
- 2017: Glück gehabt (als Die Schwarzwälder Kirschtorten)
- 2018: Ich könnte deine Mutter oder deine Schwester sein
- 2020: Schluss mit Faxen
- 2021: Rap über Hass
- 2021: VIP in der Psychiatrie
- 2021: Ich ficke euch (alle)
- 2021: Mehr als nur ein Fan
- 2021: Kinderkram
- 2021: Danke Merkel
- 2021: Was ist los (mit Outerspass)

## Sonderveröffentlichungen
- 2006: Waffen der Frau (LD Crew pres. DGB & Orestes und Tarek von K.I.Z) (Juice Exclusive! auf Juice-CD #62)
- 2007: Taxi, Taxi (Juice Exclusive! auf Juice-CD #74)
- 2007: Wir sahnen ab! (Juice Exclusive! auf Juice-CD #75)
- 2007: F***** (Celina und Nico) (Juice Exclusive! auf Juice-CD #77)
- 2007: Wir sind auf Tour (mit Frauenarzt) (Juice Exclusive! auf Juice-CD #78)
- 2008: DVD Outtakes (Juice-Exclusive! auf Juice-CD #85)
- 2009: Strasse (Freetrack)
- 2009: Straight Outta Kärnten (Freetrack)
- 2010: Biergarten Eden (zur Fußball-WM 2010)
- 2011: Just the Two of Us (Freetrack)
- 2012: Fledermaus-Mann (Nico K.I.Z – Splash-Promo)
- 2012: U-Bahn Schläger (mit Trailerpark und Massimo)
- 2013: Strahlemann und Söhne (mit Flexis)
- 2015: Das Kannibalenlied (Juice-Exclusive! auf Juice-CD #129)
- 2016: U8 (Juice-Exclusive! auf Juice-CD #133) Nico K.I.Z mit BRKN
- 2019: Porn from Spain 3 (Callejon feat. K.I.Z und Ice-T)
- 2019: ADAC (257ers feat. K.I.Z)

## Statistik

### Chartauswertung
|                     | DE    | AT    | CH    |
| ------------------- | ----- | ----- | ----- |
| Nummer-eins-Alben   | DE3DE | AT2AT | CH1CH |
| Top-10-Alben        | DE6DE | AT3AT | CH3CH |
| Alben in den Charts | DE9DE | AT8AT | CH7CH |

|                       | DE     | AT    | CH    |
| --------------------- | ------ | ----- | ----- |
| Nummer-eins-Singles   | DE—DE  | AT—AT | CH—CH |
| Top-10-Singles        | DE—DE  | AT—AT | CH—CH |
| Singles in den Charts | DE21DE | AT1AT | CH—CH |

### Auszeichnungen für Musikverkäufe
| Goldene Schallplatte - Deutschland - 2018: für das Lied Ein Affe und ein Pferd - 2022: für das Lied Walpurgisnacht - 2023: für das Lied Ich bin Adolf Hitler |

Anmerkung: Auszeichnungen in Ländern aus den Charttabellen bzw. Chartboxen sind in ebendiesen zu finden.
| Land/RegionAuszeichnungen für Musikverkäufe (Land/Region, Auszeichnungen, Verkäufe, Quellen) | Gold       | Platin     | Verkäufe  | Quellen           |
| -------------------------------------------------------------------------------------------- | ---------- | ---------- | --------- | ----------------- |
| Deutschland (BVMI)                                                                           | 11× Gold11 | 3× Platin3 | 2.450.000 | musikindustrie.de |
| Insgesamt                                                                                    | 11× Gold11 | 3× Platin3 |           |                   |